# 韋森鎮區 (阿肯色州尤寧縣)
韋森鎮區（英語：Wesson Township）是位於美國阿肯色州尤寧縣的一個行政鎮區。

## 地方資料
韋森鎮區的面積為55.09平方千米，當中陸地面積為55.09平方千米，而水域面積為0.00平方千米。根據2010年美國人口普查的數據，當地共有人口394人，而人口密度為每平方千米7.15人。